# 養老瀧之丞
養老 瀧之丞（ようろう たきのじょう、1990年11月22日 - ）は、日本の和妻師、プロマジシャン。

## 来歴
栃木県足利市出身。
幼少期より手品に興味を示し、高校入学時に手品師への夢と憧れを持つ。16歳で奇術界の一人者であった北見マキ主催のマジックスタジオに入門し、手品の基礎を学ぶ。
栃木県立足利高等学校を中退し、2009年に北見マキに弟子入り。北見 翼を名乗る。同年7月から落語芸術協会の前座として寄席での修業を行う。2011年7月に前座修業を終えて独り立ちし、浅草演芸ホールでデビューを果たす。
2019年1月に「北海 翼」に一時改名するも、2020年12月に再び「北見 翼」に戻した。
2015年に和妻界の大名跡である「養老」の亭号を、師である北見マキ（四代目養老瀧五郎）より拝領し「養老 瀧之丞」の名義でも活動する。2022年3月1日、正式に北見翼から「養老 瀧之丞」へと改名した。
2025年3月18日、自身のYouTube配信で、同年11月より「二代目 北見 マキ」および「五代目 養老 瀧五郎」を襲名することを発表した。

## 人物
日本の伝統奇術である手妻の一派「養老派」の家元・養老瀧五郎の技を継承する養老派の和妻師。純日本手品、古典和妻を研鑽する一方、和洋問わず手品を演じるプロマジシャンとしても活動している。
趣味は、ピアノ、三味線、読書。
日本舞踊を宗山流の胡蝶から、長唄を杵屋栄敏郎から、新内節を岡本宮之助から指導を受けている。